# Magdaléna Pantůčková
Magdaléna Pantůčková (* 28. Januar 1999) ist eine ehemalige tschechische Tennisspielerin. Sie ist die jüngere Schwester von Gabriela Pantůčková, die ebenfalls professionell Tennis spielt.

## Karriere
Magdaléna Pantůčková spielte hauptsächlich Turniere auf der ITF Women’s World Tennis Tour, bei der sie fünf Titel im Einzel und drei im Doppel gewann.

## Turniersiege

### Einzel
| Nr. | Datum              | Turnier | Kategorie   | Belag     | Finalgegnerin       | Ergebnis       |
| --- | ------------------ | ------- | ----------- | --------- | ------------------- | -------------- |
| 1.  | 8. Mai 2016        | Bol     | ITF $10.000 | Sand      | Gabriela Pantůčková | 6:1, 4:6, 6:2  |
| 2.  | 27. August 2016    | Čakovec | ITF $10.000 | Sand      | Gabriela Horáčková  | 6:2, 7:64      |
| 3.  | 11. September 2016 | Prag    | ITF $10.000 | Sand      | Laura-Ioana Andrei  | 6:2, 6:74, 6:2 |
| 4.  | 20. Mai 2018       | Antalya | ITF $15.000 | Sand      | Mariam Bolkwadse    | 6:4, 6:1       |
| 5.  | 20. Oktober 2019   | Antalya | ITF $15.000 | Hartplatz | Gabriella Taylor    | 6:3, 6:1       |

### Doppel
| Nr. | Datum            | Turnier | Kategorie   | Belag     | Partnerin           | Finalgegnerinnen                      | Ergebnis           |
| --- | ---------------- | ------- | ----------- | --------- | ------------------- | ------------------------------------- | ------------------ |
| 1.  | 12. Juni 2016    | Velenje | ITF $10.000 | Sand      | Gabriela Pantůčková | Manca Pislak Polona Reberšak          | 4:6, 7:60, [13:11] |
| 2.  | 19. Mai 2018     | Antalya | ITF $15.000 | Sand      | Haruna Arakawa      | Suzan Lamens Arina Gabriela Vasilescu | 7:5, 7:63          |
| 3.  | 20. Oktober 2018 | Antalya | ITF $15.000 | Hartplatz | Johana Marková      | Polina Gubina Anastassija Wassyljewa  | 6:1, 6:0           |